# Aquiclude

Nappe perchée dont l'eau ressort au niveau d'une émergence en raison de l'aquiclude.

Un aquiclude désigne une formation (au sens géologique du terme) ou groupe de formations qui, « bien que poreuses et capables d'absorber l'eau à un rythme lent, ne transmettent pas l'eau suffisamment vite pour approvisionner en quantité suffisante un puits ou une source, même lorsqu'elles sont saturées ». La formation peut être par exemple composée de strates d'argile. Comparé à un aquitard, un aquiclude n'est pas transmissif.